# 錢博縣

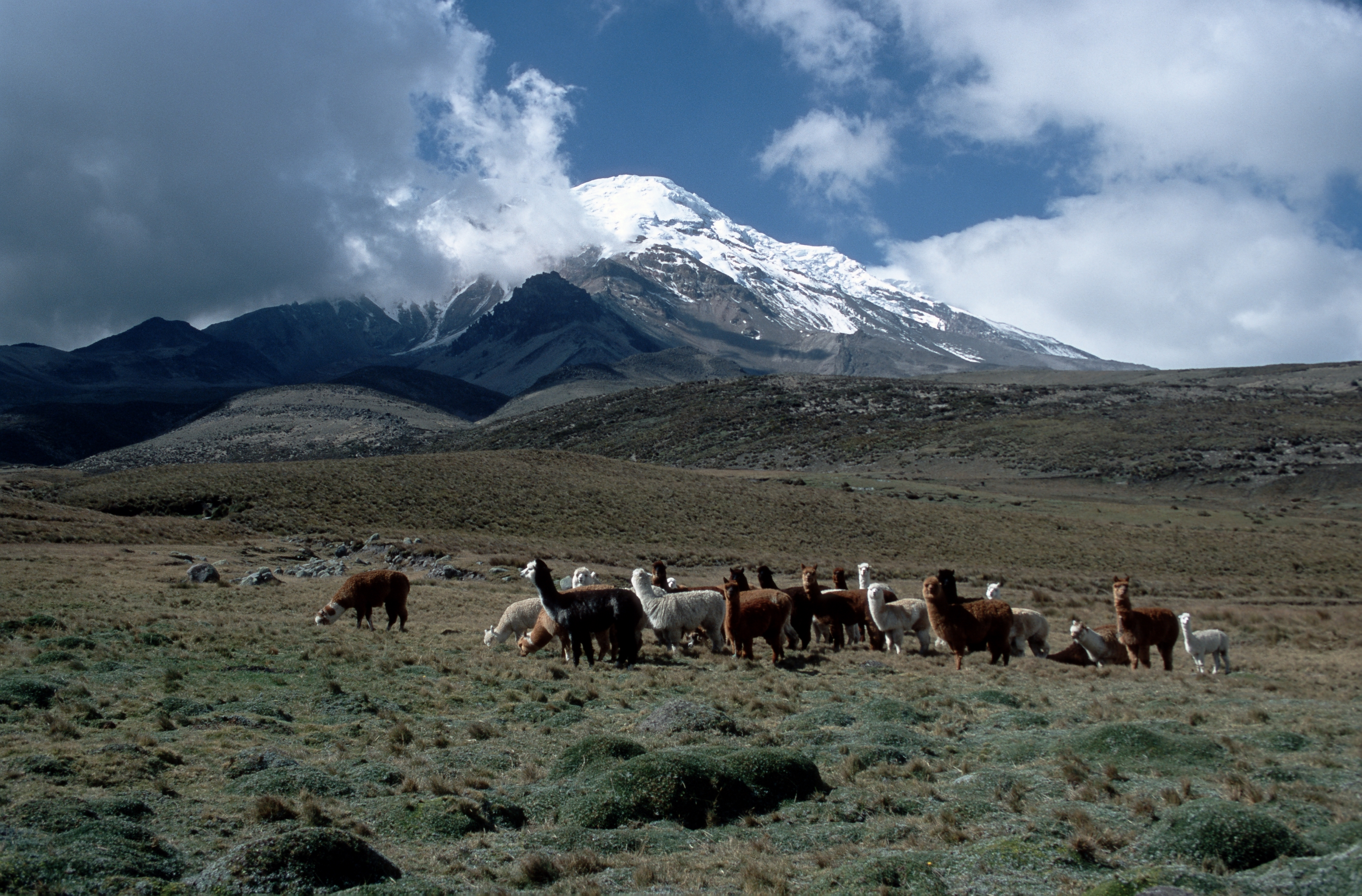
錢博縣雪山

1°44′0″S 78°35′0″W / 1.73333°S 78.58333°W
錢博縣（西班牙語：Cantón Chambo），是厄瓜多爾的縣份，位於該國中部，由欽博拉索省負責管轄，面積163平方公里，海拔高度2,780米，2001年人口10,541，人口密度每平方公里64.67人。